# Società Polisportiva Ars et Labor 1907 2005-2006
Questa pagina raccoglie le informazioni riguardanti la Società Polisportiva Ars et Labor 1907 nelle competizioni ufficiali della stagione 2005-2006.

## Stagione
Nell'estate 2005 la Società Polisportiva Ars et Labor S.p.A. fallisce e viene esclusa dal campionato di pertinenza, la Serie C1. La gloriosa storia del club biancazzurro, dopo novantotto anni, pare giunta al capolinea. 
Rimane solo una soluzione percorribile, il ricorso al Lodo Petrucci: Gianfranco Tomasi, imprenditore edile di Comacchio, affiancato da alcuni soci di minoranza fonda la SPAL 1907, che viene ammessa alla Serie C2 ereditando la tradizione sportiva della precedente società. 
Come direttore sportivo il club affida al ferrarese ed ex spallino Ruben Buriani, la panchina viene affidata a Paolo Beruatto. Il tifosi si stringono intorno alla squadra, ma il campionato è deludente. Il presidente Tomasi entra in contrasto con Buriani che se ne va, in seguito verrà esonerato anche Beruatto, sostituito da Walter Nicoletti. La SPAL raggiungerà comunque una anonima salvezza.

## Rosa
| N. |                    | Ruolo | Calciatore                     |
| -- | ------------------ | ----- | ------------------------------ |
|    | Italia (bandiera)  | A     | Diego Albano                   |
|    | Italia (bandiera)  | D     | Francesco Cangi                |
|    | Italia (bandiera)  | C     | Luca Cavallo                   |
|    | Italia (bandiera)  | D     | Antonio Ceravolo               |
|    | Italia (bandiera)  | C     | Enrico Cortese                 |
|    | Spagna (bandiera)  | A     | Alfonso Delgado                |
|    | Francia (bandiera) | D     | Mahamet Diagouraga             |
|    | Italia (bandiera)  | C     | Alessandro Evangelisti         |
|    | Nigeria (bandiera) | C     | Hashimu Garba                  |
|    | Italia (bandiera)  | A     | Matteo Lunati                  |
|    | Italia (bandiera)  | D     | Paolo Macchia                  |
|    | Brasile (bandiera) | D     | Marco Aurélio Cunha dos Santos |

| N. |                     | Ruolo | Calciatore       |
| -- | ------------------- | ----- | ---------------- |
|    | Italia (bandiera)   | C     | Spartaco Memè    |
|    | Italia (bandiera)   | D     | Manuel Milana    |
|    | Italia (bandiera)   | A     | Matteo Negrini   |
|    | Italia (bandiera)   | P     | Emanuele Nordi   |
|    | Italia (bandiera)   | C     | Martino Olivetti |
|    | Italia (bandiera)   | C     | Salvatore Papa   |
|    | Italia (bandiera)   | C     | Alessio Pirri    |
|    | Svizzera (bandiera) | A     | David Sesa       |
|    | Italia (bandiera)   | D     | Fares Shammout   |
|    | Italia (bandiera)   | C     | Alberto Simoni   |
|    | Italia (bandiera)   | A     | Matteo Simoni    |
|    | Italia (bandiera)   | P     | Marco Varaldi    |

## Risultati

### Serie C2 (girone B)

#### Girone di andata
| Arbitro: | Pecorelli (Arezzo) |

|                       |           |           |
| De Angelis 48’ Marchi | Marcatori | 62’ Pirri |

| Arbitro: | Vuoto (Livorno) |

|                      |           |                           |
| Macchia 8’ Pirri 78’ | Marcatori | 50’ Dal Rio 66’ Franchini |

| Arbitro: | Zanardo (Conegliano) |

|             |           |                            |
| Rebecca 86’ | Marcatori | 23’ Negrini 58’, 77’ Pirri |

| Arbitro: | Peruzzo (Schio) |

|               |           |               |
| M. Simoni 52’ | Marcatori | 64’ Fragiello |

| Arbitro: | Didato (Agrigento) |

|                  |           |  |
| Pirri 69’ (rig.) | Marcatori |  |

| Arbitro: | Manera (Castelfranco Veneto) |

|                     |           |                        |
| Bongiorni 3’ (rig.) | Marcatori | 68’ Macchia 77’ Albano |

| Arbitro: | De Toni (Schio) |

|            |           |                 |
| Albano 32’ | Marcatori | 50’, 83’ Guerri |

| Arbitro: | Buonocore (Nichelino) |

|  |           |            |
|  | Marcatori | 34’ Milana |

| Arbitro: | Borracci (San Benedetto del Tronto) |

|         |           |               |
| Buda 5’ | Marcatori | 82’ M. Simoni |

| Ferrara 30 ottobre 2005 10ª giornata | SPAL             | 0 – 0 | Prato | Stadio Paolo Mazza\| Arbitro: \| Burdin (Cormons) \| |
| Arbitro:                             | Burdin (Cormons) |       |       |                                                      |

| Cava de' Tirreni 6 novembre 2005 11ª giornata | Cavese            | 0 – 0 | SPAL | Stadio Simonetta Lamberti\| Arbitro: \| Gentile (Termoli) \| |
| Arbitro:                                      | Gentile (Termoli) |       |      |                                                              |

| Arbitro: | Branciforte (Nuoro) |

|                                         |           |               |
| Negrini 26’ Pirri 39’ (rig.) Albano 47’ | Marcatori | 76’ Bartolini |

| Arbitro: | Didato (Agrigento) |

|             |           |            |
| Zacchei 11’ | Marcatori | 89’ Albano |

| Arbitro: | Di Francesco (Teramo) |

|            |           |                                              |
| Milana 53’ | Marcatori | 12’ (rig.) Foschini 40’ Cimarelli 55’ Morfeo |

| Arbitro: | Gambini (Roma) |

|            |           |  |
| Turchi 18’ | Marcatori |  |

| Arbitro: | Giancola (Vasto) |

|                                  |           |          |
| Marco Arélio 35’ Albano 70’, 73’ | Marcatori | 57’ Ludi |

| Arbitro: | Musolino (Catania) |

|  |           |                       |
|  | Marcatori | 6’, 51’ (rig.) Albano |

#### Girone di ritorno
| Arbitro: | G. Stefanini (Livorno) |

|               |           |                                |
| M. Simoni 72’ | Marcatori | 39’ (rig.) Tresoldi 43’ Chafer |

| Arbitro: | Borracci (San Benedetto del Tronto) |

|             |           |            |
| Sacenti 53’ | Marcatori | 23’ Albano |

| Ferrara 22 gennaio 2006 20ª giornata | SPAL                  | 0 – 0 | CuoioCappiano | Stadio Paolo Mazza\| Arbitro: \| Paparazzo (Catanzaro) \| |
| Arbitro:                             | Paparazzo (Catanzaro) |       |               |                                                           |

| Arbitro: | Zanichelli (Genova) |

|                           |           |               |
| Andreini 27’ Pagani 90+2’ | Marcatori | 66’ M. Simoni |

| Arbitro: | Prato (Lecce) |

|           |           |                 |
| Mussi 80’ | Marcatori | 27’ (rig.) Sesa |

| Ferrara 12 febbraio 2006 23ª giornata | SPAL                       | 0 – 0 | Carrarese | Stadio Paolo Mazza\| Arbitro: \| La Mura (Nocera Inferiore) \| |
| Arbitro:                              | La Mura (Nocera Inferiore) |       |           |                                                                |

| Arbitro: | Spadaccini (Vasto) |

|                        |           |          |
| Laner 58’ Guerri 90+2’ | Marcatori | 39’ Sesa |

| Arbitro: | Vivenzi (Brescia) |

|                   |           |             |
| Albano 59’ (rig.) | Marcatori | 19’ Poletti |

| Arbitro: | Zanchin (Biella) |

|           |           |                         |
| Garba 57’ | Marcatori | 37’ Valeri 45+2’ Aragao |

| Arbitro: | Fugante (Macerata) |

|  |           |             |
|  | Marcatori | 53’ Negrini |

| Arbitro: | Tozzi (Ostia Lido) |

|          |           |              |
| Sesa 69’ | Marcatori | 33’ Schetter |

| Arbitro: | Gambini (Roma) |

|                          |           |           |
| Bartolini 41’ Bonura 86’ | Marcatori | 51’ Garba |

| Arbitro: | Tasso (La Spezia) |

|                                      |           |                            |
| Olivetti 32’ Diagouraga 71’ Sesa 77’ | Marcatori | 63’ Falomi 64’ Agostinelli |

| Arbitro: | La Rocca (Ercolano) |

|             |           |          |
| Foschini 7’ | Marcatori | 52’ Sesa |

| Arbitro: | Ferraioli (Nocera Inferiore) |

|  |           |               |
|  | Marcatori | 74’ Antonacci |

| Arbitro: | Benedetti (Vicenza) |

|                |           |               |
| Storno 8’, 34’ | Marcatori | 81’ M. Simoni |

| Arbitro: | Andolfatto (Bassano del Grappa) |

|                    |           |  |
| Milana 3’ Sesa 38’ | Marcatori |  |